# Dalgety, New South Wales
Dalgety är en liten ort med cirka 200 invånare i huvudsak verksamma inom jordbruk och boskapsskötsel. Orten ligger i sydöstra hörnet av New South Wales (NSW) 46 mil syd-sydväst om Sydney och 17 mil söder om Canberra samt 6 mil från gränsen till staten Victoria. Området ligger i regnskugga av Snowy Mountains och är torrt med bland annat vattenbrist och dålig naturlig växtlighet som följd.
År 1904 utsågs området av Australiens federala regering till platsen för den nya federala huvudstaden. Beslutet var impopulärt i NSW då det ansågs ligga för långt från Sidney och för nära Melbourne (37 mil). Debatterna fortsatte även i federala parlamentet och 1908 bröts 1904 års beslut upp till förmån för Yassa-området, där Canberra numera ligger.